# Bolji Douglas
Bolji Douglas (Benin City, 12 giugno 1968) è un ex calciatore nigeriano, di ruolo centrocampista.